# 콜린의 위기일발
《콜린의 위기일발》(One Step Beyond, 다른 이름: One Step Beyond featuring Colin Curly)은 오션 소프트웨어가 배급하고, 레드햇 소프트웨어가 개발한 1993년 비디오 퍼즐 게임의 하나로, 아미가, 아타리 ST, 도스용으로 배포되었다.

## 개요
콜린 컬리(Colin Curly)라는 개가 등장한다. 어두운 밤에 콜린은 푸시오버(Pushover)라는 게임을 즐기고 있었다. 콜린은 게임의 마지막 단계를 완성하는 순간 그의 컴퓨터로 빠져들어간다. 콜린은 컴퓨터에 갇히면서 여러 도전을 마주치게 된다.